# La Sierrita, Guanajuato
La Sierrita är en ort i Mexiko.   Den ligger i kommunen Silao de la Victoria och delstaten Guanajuato, i den centrala delen av landet, 280 km nordväst om huvudstaden Mexico City. La Sierrita ligger 1 760 meter över havet och antalet invånare är 169.
Terrängen runt La Sierrita är en högslätt. Runt La Sierrita är det ganska tätbefolkat, med 207 invånare per kvadratkilometer. Närmaste större samhälle är Irapuato, 19,5 km söder om La Sierrita. Trakten runt La Sierrita består till största delen av jordbruksmark.